# 桑莱克
桑莱克（法語：Senlecques，法語發音：[sɑ̃lɛk]）是法国上法蘭西大區加来海峡省的一个市镇，属于滨海布洛涅区。

## 地理
桑莱克（50°38'48"N, 1°56'8"E）面积2.01 平方千米，位于法国上法蘭西大區加来海峡省，该省份为法国北部沿海省份，西北濒北海，南至索姆省，东临北部省。
与桑莱克接壤的市镇（或旧市镇、城区）包括：洛坦冈、贝库尔、布莱坎、布尔特、勒丹冈、旧穆捷。
桑莱克的时区为UTC+01:00、UTC+02:00（夏令时）。

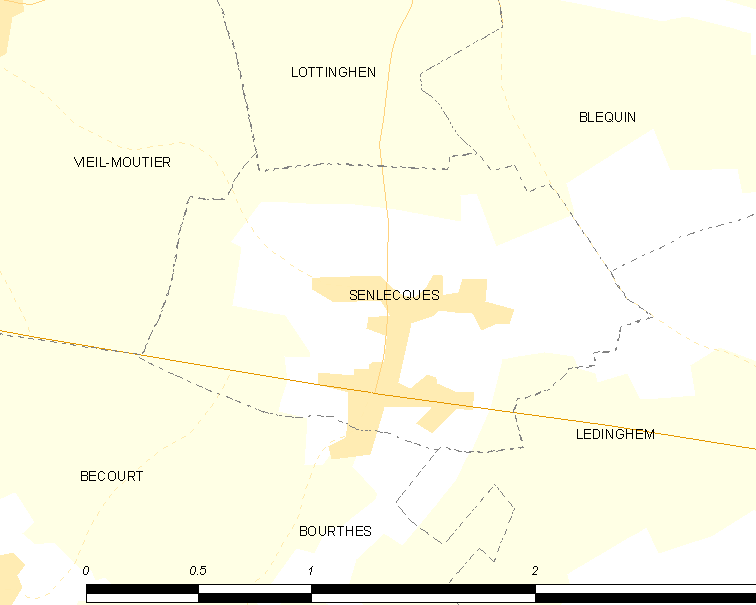
桑莱克的OSM定位图

## 行政
桑莱克的邮政编码为62240，INSEE市镇编码为62789。

## 政治
桑莱克所属的省级选区为代夫勒县。

## 人口

1962-2008年间桑莱克人口变化图示

桑莱克于2022年1月1日时的人口数量为255人。